# یوروفلای
یوروفلای (انگلیسی: Eurofly) شرکت هواپیمایی ایتالیایی است، که در سال ۱۹۸۹ تأسیس شد. 